# Rotes Hörnle
Der Rote Hörnle ist ein 445 m ü. NHN hoher Berg im Steigerwald.

## Geographische Lage
Der Berg liegt im westlichen Teil des mittelfränkischen Landkreises Neustadt an der Aisch-Bad Windsheim in Bayern.
Er ist etwa genauso hoch wie der westlich liegende Schießberg (455 m ü. NHN) und ragt aufgrund seiner Höhe weit in die circa 100 Meter tiefer liegende flachere Landschaft hinein, wodurch er bereits von Weitem zu sehen. Der Rote Hörnle ist nach dem Schießberg der zweithöchste Berg in der Gemeinde Oberscheinfeld. Am Fuße des Berges liegt der Ort Stierhöfstetten.